# Élie Benoît
Pour les articles homonymes, voir Benoît.

Traité dogmatique et historique, 1703

Élie Benoist, ou Benoît, né à Paris le 20 janvier 1640 et mort à Delft le 15 novembre 1728, est un historien, ministre et théologien protestant français.

## Biographie
Fils de François Benoist concierge de l’hôtel de la famille protestante La Trémoille, et de Marie Calderone, Benoist montra très tôt une ardeur pour l’étude qui engagea ses parents à le mettre, dès l’âge de neuf ans, au collège d'Harcourt. Il afficha de bonne heure une prédilection marquée pour les classiques, mais ses parents furent néanmoins bientôt forcés de l’en retirer afin de le soustraire aux habiles manœuvres d’un de ses maitres qui avait entrepris de le convertir au catholicisme. Il fut alors placé alors au collège de Montaigu, d’où il passa ensuite à celui de La Marche pour y faire sa philosophie, à une époque où cette matière était encore enseignée de la façon la plus sèche et plus aride qui soit. Les distinctions sans fin, les subtilités, les arguties de la scolastique ne furent pas capables de captiver l’esprit de Benoist, qui en conçut contre la philosophie une aversion qui dura autant que sa vie. Chose plus fâcheuse, celui-ci se laissa aller, pour chasser l’ennui de l’étude et tuer le temps, à la dissipation, à laquelle ses parents l’arrachèrent en l’envoyant voyager sous la conduite d’un gouverneur.
Arrivé à Montauban, il s’y arrêta pour achever sa philosophie. La perte, sur ces entrefaites, de son père et de sa mère à peu d’intervalle, laissa en possession d’une modeste fortune que, trop jeune et trop naïf, il eut bientôt fait de dissiper, avec le concours et l’assistance de soi-disant amis dont sa crédulité le rendit la dupe. Forcé, dès lors, de travailler pour vivre, il se fit précepteur, et, tout en instruisant ses élèves, il trouva le temps et les moyens d’étudier la théologie.
Ordonné vers 1664, il exerça ensuite le ministère en Beauce, où il desservit deux églises pendant environ neuf mois ; de là, il passa, en 1665, à Alençon, où il exerça, pendant vingt ans, au milieu de circonstances difficiles, les fonctions pastorales, avec autant de prudence que de capacité, et où il essuya bien des traverses, rencontrant beaucoup d’opposition de la part des catholiques.
Comptant un nombre considérable de Réformés parmi ses habitants, Alençon était une ville trop importante pour ne pas fixer l’attention des convertisseurs catholiques. Un célèbre jésuite, le père La Rue y fut envoyé, et une lutte fort vive s’engagea entre lui et Benoist sur différents points de controverse. Si le pasteur protestant le cédait en éloquence à son adversaire, par contre, il l’emportait sur lui en dialectique et en érudition, et plus d’une fois il obtint des succès enviables. Il parvint ainsi à raffermir dans la foi protestante un officier, du nom de Montbail, qui était bien près de se laisser circonvenir par les Jésuites. Indisposé par l’obstacle que constituait Benoist, La Rue eut, pour en finir avec les Huguenots, recours à un moyen plus expéditif en incitant une émeute contre lui : au plus fort des persécutions contre les huguenots, ceux-ci résolurent un jeûne universel pour désarmer Dieu irrité. Ce jour-là, pendant que les protestants d’Alençon, enfermés dans leur temple, étaient en prière, la populace catholique, fanatisée par La Rue, y accourut tumultueusement. Elle assaillit le temple réformé au moment où Benoist faisait la prière, répondant par des dérisions à leurs sanglots, singeant, du haut des fenêtres, le deuil du pasteur et l’affliction de son troupeau, faisant pleuvoir des cailloux sur la chaire et sur les têtes prosternées. Ne pouvant réussir à irriter leur douleur tant celle-ci était profonde, elle enfonça enfin les portes et engagea une rixe dans le temple. Heureusement pour les huguenots alençonnais, l’intendant de leur ville était un honnête homme, et l’église d’Alençon en fut quitte pour la perte d’un de ses pasteurs, M. de La Conseillère qui, destitué, se retira à Altona.
L’animosité du parti catholique n’était pas satisfaite ; il s’agissait pour lui de perdre Benoist, et peu s’en fallut qu’il ne réussît quelque temps après. Une déclaration du 15 janvier 1683 ayant réuni les biens des consistoires aux hôpitaux, Benoist voulut soustraire les fonds que possédait son église à cette espèce de spoliation en les mettant en sureté. Ce fait l’exposa à d’actives poursuites auxquelles il n’échappa, malgré l’intervention de protecteurs puissants, qu’avec peine, mais son église était ruinée.
Après la révocation de l’édit de Nantes, Benoist dut quitter la France pour se réfugier en Hollande. Il s’embarqua à Dieppe et se rendit à La Haye, où il reçut vocation comme troisième pasteur de l’église wallonne à Delft. Il desservit cette église jusqu’en 1715, où, après cinquante-et-un ans de ministère, il obtint le titre de pasteur émérite. ll mourut à l’âge de près de 89 ans, quoiqu’il eût été toute sa vie d’un tempérament délicat et d’une faible santé.
Il avait épousé à Alençon Judith Bonvoust, demoiselle de bonne maison, mais d’un caractère détestable, qui le tourmenta de toutes les manières pendant quarante-sept ans. Elle avait, a-t-il écrit, tous les défauts qui peuvent être insupportables à un mari ami de la paix : implicita, avara, procax, jurgiosa, inconstans et varia, indefessa contradicendi libidine. De ce mariage mal assorti lui naquirent un fils, qui mourut à l’âge de 17 ans, et deux filles. La cadette vivait encore à Delft en 1750. L’ainée épousa Charles Ancillon. Cette union ne fut pas heureuse. En 1703, Benoist dut aller la chercher à Berlin pour la ramener en Hollande, où elle mourut avec les deux enfants à qui elle avait donné le jour.
Benoist se peint lui-même comme un homme patient, pacifique, timide, aimant le repos, porté même à la paresse, mais appliqué et diligent dès qu’il était à l’œuvre. Chauffepié ajoute qu’il avait l’esprit fin et insinuant, qu’il parlait bien, qu’il possédait un heureux génie. Selon Paquot, on ne peut disconvenir qu’il n’eût beaucoup de savoir et de génie ; il parlait bien et écrivait avec facilité, mais quelquefois d’une manière peu serrée.
Il a laissé un grand nombre d’ouvrages estimés, mais le principal, et celui qui l’a fait passer à la postérité comme historien de la révocation de l’édit de Nantes, est son Histoire de l’édit de Nantes, Delft, 1693-95, 5 vol. in-4°.

## Sources
- Frères Haag, La France protestante ou vies des protestants français qui se sont fait un nom dans l’histoire, depuis les premiers temps de la réformation jusqu’à la reconnaissance du principe de la liberté des cultes par l’Assemblée nationale, vol. 2, Paris, Joël Cherbuliez, 1857, 516 p. (lire en ligne), p. 173-6.